# La notte delle streghe (film 1962)
La notte delle streghe (Night of the Eagle) è un film del 1962 diretto da Sidney Hayers.
Il soggetto è tratto da un romanzo di Fritz Leiber del 1943 intitolato Ombre del male. Negli Stati Uniti d'America il film, prodotto dalla Independent Artists, è stato distribuito col titolo Burn, witch, burn!

## Trama
Il professor Taylor è fieramente scettico verso tutto quello che concerne la stregoneria e il soprannaturale. Una sera egli scopre che la moglie Tansy, per proteggere la sua vita e la sua carriera di insegnante, ha nascosto degli amuleti in vari posti della casa. Benché consapevole che la donna ha agito per amor suo, Taylor brucia tutti gli oggetti magici nel fuoco del caminetto davanti alla consorte apparentemente rassegnata. Da questo momento però la sua vita prende improvvisamente una piega negativa: una studentessa lo accusa di averla molestata, il fidanzato di lei lo minaccia con una pistola e una notte, durante un temporale, qualcosa di ignoto e minaccioso cerca di entrare nella sua casa. La moglie, in un estremo tentativo di salvarlo, vorrebbe sacrificare sé stessa ma il professor Taylor, assecondando in un momento di disperazione le credenze di Tansy nella magia, riesce a ricondurla a sé. Dopo che la donna ha cercato di ucciderlo agendo sotto un influsso malefico che l'ha privata della volontà, Taylor capisce che il suo vero nemico si cela tra il personale del college dove lui insegna.